# Mirco Baldacci
Mirco Baldacci (ur. 19 września 1977) – sanmaryński kierowca rajdowy. W swojej karierze zdobył 2 punkty w Mistrzostwach Świata.
Swój debiut w rajdach Baldacci zaliczył w 1998. W 2000 zadebiutował w Rajdowych Mistrzostwach Świata. Pilotowany przez Maurizia Barone i jadący Renaultem Clio Williams nie ukończył wówczas Rajdu San Remo z powodu wypadku. W 2001 za kierownicą Mitsubishi Lancera Evo 6 uczestniczył w serii Production Cars WRC. Z kolei w 2002 rozpoczął jazdę w serii Junior WRC. W sezonie 2002 był kierowcą Citroëna Saxo VTS S1600, a w 2003 – Fiata Punto S1600. Zajął wówczas 4. miejsce w JWRC, wygrywając swój pierwszy rajd w serii – Rajd San Remo. Natomiast w 2005 także odniósł jedno zwycięstwo w Junior WRC – zwyciężył w Rajdzie Korsyki. W 2006 ponownie startował w serii Production Cars jadąc Mitsubishi Lancerem Evo 9. Zajął 3. miejsce, jednak nie wygrał w PCWRC żadnego rajdu. Z kolei w 2007 startował samochodem Subaru Impreza WRX STI. W Rajdzie Australii zajął 7. pozycję w klasyfikacji generalnej i zdobył tym samym swoje pierwsze punkty w MŚ w karierze.

## Występy w mistrzostwach świata
| Sezon | Zespół         | Samochód                                                           | 1      | 2       | 3        | 4             | 5          | 6         | 7      | 8             | 9         | 10            | 11            | 12              | 13        | 14      | 15       | 16              | Punkty | Miejsce |
| ----- | -------------- | ------------------------------------------------------------------ | ------ | ------- | -------- | ------------- | ---------- | --------- | ------ | ------------- | --------- | ------------- | ------------- | --------------- | --------- | ------- | -------- | --------------- | ------ | ------- |
| 2000  | Mirco Baldacci | Renault Clio Williams                                              | Monako | Szwecja | Kenia    | Portugalia    | Hiszpania  | Argentyna | Grecja | Nowa Zelandia | Finlandia | Cypr          | Francja       | NU              | Australia | 49      |          |                 | 0      | –       |
| 2001  | Mirco Baldacci | Mitsubishi Lancer Evo 6                                            | Monako | Szwecja | 19       | Hiszpania     | Argentyna  | NU        | NU     | Kenia         | 45        | Nowa Zelandia | Włochy        | Francja         | Australia | NU      |          |                 | 0      | –       |
| 2002  | Mirco Baldacci | Citroën Saxo VTS S1600                                             | NU     | Szwecja | Francja  | NU            | Cypr       | Argentyna | NU     | Kenia         | Finlandia | 18            | 27            | Nowa Zelandia   | Australia | NU      |          |                 | 0      | –       |
| 2003  | Mirco Baldacci | Fiat Punto S1600                                                   | 23     | Szwecja | NU       | Nowa Zelandia | Argentyna  | NU        | Cypr   | Niemcy        | NU        | Australia     | 16            | Francja         | NU        | 15      |          |                 | 0      | –       |
| 2004  | Mirco Baldacci | Suzuki Ignis S1600 Mitsubishi Lancer Evo 7 Mitsubishi Lancer Evo 6 | 17     | 27      | Meksyk   | 17            | Cypr       | NU        | 17     | NU            | 20        | Niemcy        | Japonia       | NU              | 12        | Francja | 17       | 10              | 0      | –       |
| 2005  | Mirco Baldacci | Fiat Punto S1600 Fiat Palio S1600                                  | 22     | Szwecja | Meksyk   | Nowa Zelandia | NU         | Cypr      | 36     | 22            | Argentyna | 28            | 22            | Wielka Brytania | Japonia   | 14      | 17       | Australia       | 0      | –       |
| 2006  | Mirco Baldacci | Mitsubishi Lancer Evo 9                                            | Monako | Szwecja | 11       | Hiszpania     | Francja    | 21        | Włochy | 20            | Niemcy    | Finlandia     | 46            | Cypr            | Turcja    | 7       | 18       | Wielka Brytania | 2      | 26.     |
| 2007  | Motoring Club  | Subaru Impreza WRX STI                                             | Monako | 31      | Norwegia | 14            | Portugalia | NU        | Włochy | 17            | Finlandia | Niemcy        | 36            | Hiszpania       | Francja   | Japonia | Irlandia | 21              | 0      | –       |
| 2008  | Mirco Baldacci | Mitsubishi Lancer Evo 9                                            | Monako | Szwecja | Meksyk   | NU            | Jordania   | Włochy    | NU     | 14            | Finlandia | Niemcy        | Nowa Zelandia | NU              | Francja   | 15      | NU       |                 | 0      | –       |